# Tấn công tự sát

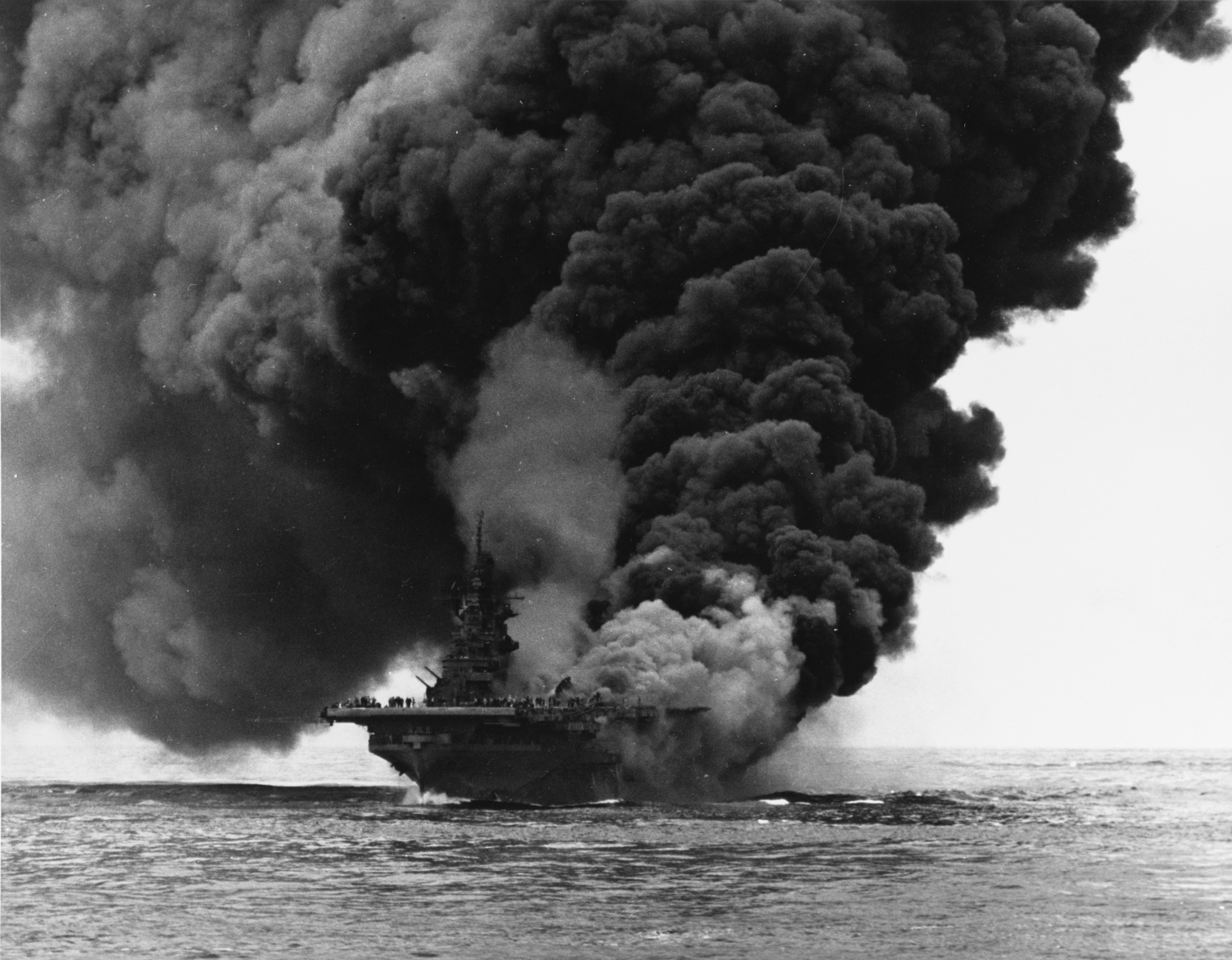
Cảm tử quân Kamikaze tấn công tàu USS Bunker Hill, tháng 5 /1945

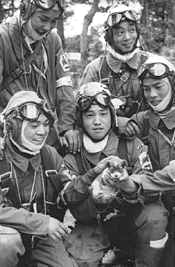
Yukio Araki (người cầm con chó) ngày 26 /5/ 1945 cùng bốn cảm tử quân Kamizake khác. Araki từ trần ngay ngày hôm sau, ở tuổi 17, sau khi tấn công liều chết tàu địch bằng máy bay gần Okinawa.

Tấn công tự sát hay tấn công liều chết là phương pháp tấn công mà thủ phạm (một người hoặc nhiều người) dự định giết chết một số lượng người, tính luôn chính thủ phạm. Trong các cuộc tấn công tự sát, người tấn công sẽ chết sau khi hoàn thành nhiệm vụ. Một dạng phổ biến nhất là đánh bom liều chết.
Từ năm 1981 đến năm 2006, 1200 cuộc tấn công tự sát đã xảy ra trên khắp thế giới, chiếm 4% tất cả các cuộc tấn công khủng bố, nhưng chỉ làm chết 32% (14.599 người) các phần tử khủng bố có liên quan. 90% vụ tấn công xảy ra tại Iraq, Israel, Afghanistan, Pakistan, Sri Lanka.

## Lịch sử
Mặc dù việc sử dụng các cuộc tấn công tự sát đã xảy ra trong suốt lịch sử cận đại - đặc biệt là các phi công cảm tử kamikaze của Nhật Bản trong chiến tranh thế giới thứ II (cố ý lái máy bay đâm thẳng vào lực lượng địch) - nó chỉ chính thức được công nhận thành một kiểu tấn công cụ thể từ những năm 1980 bao gồm việc sử dụng vật liệu nổ nhắm vào mục tiêu là người hoặc phương tiện di chuyển dân sự mang tính chất bất ngờ. Sau sự thành công của một vụ đánh bom năm 1983 nhắm vào hai công trình doanh trại ở Beirut đã giết chết 300 người và ảnh hưởng tới lực lượng đa quốc gia của Mỹ và Pháp, chiến thuật nhanh chóng được các nhóm nổi dậy như Hổ Tamil của Sri Lanka, và các nhóm Hồi giáo như Hamas tiến hành.
Gần đây, số lượng các cuộc tấn công tự sát đã gia tăng đáng kể, từ mức trung bình dưới năm lần một năm trong những năm 1980 lên 180 lần một năm trong nửa đầu của những năm 2000 và từ 81 vụ tấn công tự sát trong 2001 tăng lên 460 vào năm 2005. Đặc biệt ảnh hưởng nặng nề bởi các cuộc tấn công là các mục tiêu quân sự và dân sự ở Sri Lanka, các mục tiêu nhắm vào người Israel ở Israel từ năm 1993, người dân Iraq kể từ khi cuộc xâm lược do Mỹ dẫn đầu diễn ra vào năm 2003, Pakistan và Afghanistan kể từ năm 2005. 

## Đặc điểm
Ngày nay, tấn công tự sát thường sử dụng hình thức gây nổ như bom hoặc các vật thể gây nổ khác (như xe hơi, máy bay chứa thuốc nổ) hoặc cả bom và vật thể gây nổ. Nếu mọi việc diễn ra đúng như kế hoạch, người chủ mưu tấn công chết ngay khi việc tấn công hoàn tất.
Những nơi đông người là địa điểm lý tưởng cho việc tấn công tự sát nhằm đưa số thương vong lên mức tối đa. Ngày nay, đánh bom tự sát và các hình thức tấn công tự sát khác xảy ra phổ biến tại Trung Đông.Phần nhiều các vụ tấn công tại Israel, thực hiện bởi người Hồi Giáo Hamas và các phần tử khủng bố Palestine là đánh bom tự sát.

## Cơ chế tâm lý
Hành vi tấn công tự sát có nhiều nguyên nhân (như bệnh tâm thần, hận thù, chủ nghĩa cực đoan, mục đích quân sự, v.v.). Tuy nguyên nhân khác nhau tùy theo cá nhân và tình huống, nhìn chung tấn công tự sát xảy ra khi kẻ tấn công xem giá trị tiêu cực chủ quan của cái chết nhỏ hơn giá trị tích cực chủ quan của hành vi tấn công . Yếu tố tôn giáo thường bị truyền thông gắn với hành vi tấn công tự sát; tuy nhiên cần lưu ý rằng trong điều kiện bình thường, các tôn giáo lớn trên thế giới đều cổ vũ hòa bình; chỉ trong trường hợp các tổ chức cực đoan lợi dụng bóp méo giáo lý, cơ chế tâm lý - tôn giáo của ý định tự sát mới dẫn đến hành bi bạo lực .